# Família de Pal·les
La família Pal·les és un grup d'asteroides del tipus B de molt alta inclinació situat a la part intermèdia del cinturó d'asteroides. Va ser observat per primera vegada per Kiyotsugu Hirayama el 1928.
L'asteroide que li dona el nom a la família és Pal·les, un asteroide extremadament gran amb un diàmetre mitjà d'uns 550 km. Els cossos restants de la família són molt més petits; el més gran d'ells és (5222) Ioffe amb un diàmetre estimat de 22 km. Això, tenint en compte la preponderància del rar espectre del tipus B entre els seus membres, indica que la família està composta pels trossos de les expulsions dels impactes a Pal·les.

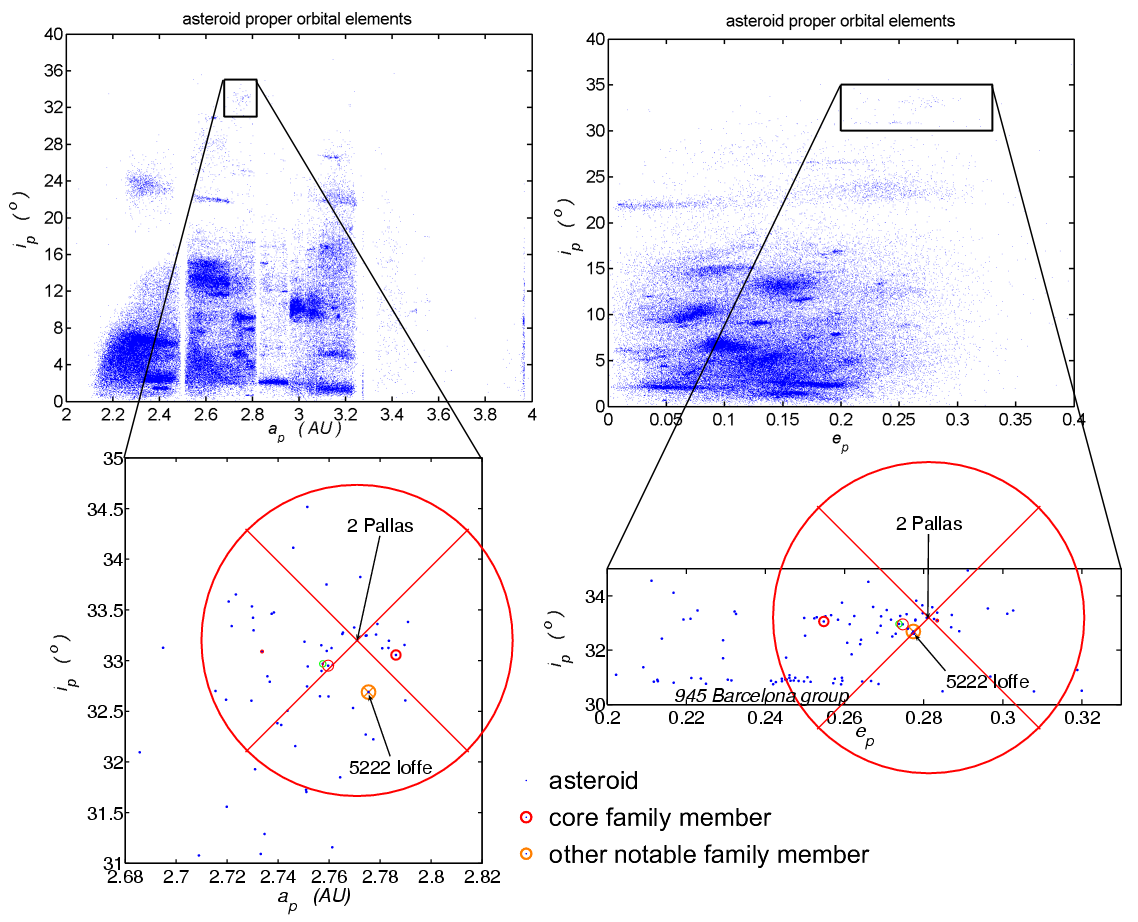
Ubicació i estructura de la família Pal·les

Segons el diagrama, els seus elements orbitals varien en els rangs aproximats
|     | ap      | ep   | ip  |
| --- | ------- | ---- | --- |
| min | 2.71 AU | 0.25 | 32° |
| max | 2.79 AU | 0.31 | 34° |

En l'època present, el rang d'observació orbital dels membres principals (en comparació a la base de dades MPCORB) és:
|     | a       | e    | i   |
| --- | ------- | ---- | --- |
| min | 2.71 AU | 0.13 | 30° |
| max | 2.79 AU | 0.37 | 38° |